# Șarja cavaleriei ușoare de la Balaclava
Bătălia de la Balaclava a avut loc pe 25 octombrie 1854. Este considerată ca fiind cea mai importantă bătălie din Războiul Crimeii. Lordul Raglan a ordonat atacul artileriei rusești. Pentru aceasta, a fost nevoie de cavaleria ușoară engleză. A fost o mare imprudență, deoarece este o eroare atacul bateriilor doar cu cavalerie, fără pedestrime. Așa s-a ajuns la dezastruoasa șarjă a cavaleriei ușoare, condusă de George Charles Bingham, al treilea conte de Lucan. Floarea tinerimii engleze, adusă tocmai din India pentru a lupta pe frontul din Crimeea, a fost distrusă aici.